# Sollevamento pesi ai Giochi della VIII Olimpiade - Pesi piuma
La competizione della categoria pesi piuma (fino a 60 kg) di sollevamento pesi ai Giochi della VIII Olimpiade si tenne il giorno 21 luglio 1924 al Vélodrome d'hiver di Parigi.

## Regolamento
La classifica era ottenuta con la somma delle migliori alzate delle seguenti 5 prove:
- Strappo con un braccio
- Slancio con un braccio (effettuato con il braccio opposto della precedente prova)
- Distensione lenta a due braccia
- Strappo a due braccia
- Slancio a due braccia

Su ogni prova ogni concorrente aveva diritto a tre alzate.

## Risultati
| Pos.    | Atleta            | Nazione        | Totale | Strappo un braccio | Strappo un braccio | Strappo un braccio | Slancio un braccio | Slancio un braccio | Slancio un braccio | Distensione lenta | Distensione lenta | Distensione lenta | Strappo due braccia | Strappo due braccia | Strappo due braccia | Slancio due braccia | Slancio due braccia | Slancio due braccia |
| Pos.    | Atleta            | Nazione        | Totale | 1                  | 2                  | 3                  | 1                  | 2                  | 3                  | 1                 | 2                 | 3                 | 1                   | 2                   | 3                   | 1                   | 2                   | 3                   |
| ------- | ----------------- | -------------- | ------ | ------------------ | ------------------ | ------------------ | ------------------ | ------------------ | ------------------ | ----------------- | ----------------- | ----------------- | ------------------- | ------------------- | ------------------- | ------------------- | ------------------- | ------------------- |
| Oro     | Pierino Gabetti   | Italia         | 402,5  | 60,0               | 65,0               | 65,0               | 70,0               | 75,0               | 77,5               | 65,0              | 70,0              | 72,5              | 75,0                | 80,0                | 82,5                | 100,0               | 105.0               | 108,5               |
| Argento | Andreas Stadler   | Austria        | 385,0  | 60,0               | 65,0               | 67,5               | 70,0               | 75,0               | 75,0               | 65,0              | 70,0              | 70,0              | 75,0                | 80,0                | 80,0                | 105,0               | 105.0               | 110,0               |
| Bronzo  | Arthur Reinmann   | Svizzera       | 382,5  | 50,0               | 55,0               | 57,5               | 70,0               | 75,0               | 75,0               | 75,0              | 80,0              | 82,5              | 75,0                | 80,0                | 80,0                | 100,0               | 100.0               | 105,0               |
| 4       | Maurice Martin    | Francia        | 380,0  | 55,0               | 60,0               | 62,5               | 57,5               | 57,5               | 62,5               | 70,0              | 75,0              | 77,5              | 75,0                | 80,0                | 82,5                | 95,0                | 100.0               | 105,0               |
| 5       | Wilhelm Rosinek   | Austria        | 375,0  | 52,5               | 57,5               | -                  | 70,0               | 70,0               | 75,0               | 62,5              | 67,5              | 70,0              | 62,5                | 67,5                | 70,0                | 100,0               | 100.0               | 105,0               |
| 6       | Gustav Ernesaks   | Estonia        | 372,5  | 55,0               | 60,0               | 62,5               | 72,5               | 77,5               | 80,0               | 60,0              | 65,0              | 67,5              | 72,5                | 77,5                | 77,5                | 92,5                | 97.5                | 97,5                |
| 7       | Alfred Baxter     | Gran Bretagna  | 370,0  | 50,0               | 55,0               | 60,0               | 60,0               | 65,0               | 67,5               | 65,0              | 70,0              | 70,0              | 70,0                | 75,0                | 75,0                | 100,0               | 105.0               | 105,0               |
| 8       | Edgar Juillerat   | Svizzera       | 367,5  | 55,0               | 60,0               | 60,0               | 65,0               | 70,0               | 75,0               | 67,5              | 72,5              | 72,5              | 70,0                | 75,0                | 77,5                | 95,0                | 100.0               | 105,0               |
| 9       | Antonín Hrabě     | Cecoslovacchia | 365,0  | 52,5               | 57,5               | 60,0               | 72,5               | 77,5               | 80,0               | 57,5              | 62,5              | 62,5              | 62,5                | 67,5                | 70,0                | 95,0                | 100.0               | 100,0               |
| 9       | Raymond Suvigny   | Francia        | 365,0  | 50,0               | 55,0               | 55,0               | 60,0               | 65,0               | 65,0               | 65,0              | 70,0              | 72,5              | 72,5                | 77,5                | 80,0                | 95,0                | 100.0               | 100,0               |
| 11      | René Catalas      | Francia        | 360,0  | 55,0               | 55,0               | 55,0               | 65,0               | 70,0               | 75,0               | 70,0              | 72,5              | -                 | 70,0                | 75,0                | 75,0                | 90,0                | 95.0                | 100,0               |
| 12      | Nicolaas Moerloos | Belgio         | 355,0  | 55,0               | 55,0               | 60,0               | 70,0               | 70,0               | 75,0               | 65,0              | 65,0              | 67,5              | 67,5                | 72,5                | 72,5                | 92,5                | 92.5                | 92,5                |
| 13      | Albert Maes       | Belgio         | 352,5  | 55,0               | 60,0               | 60,0               | 70,0               | 70,0               | 75,0               | 65,0              | 65,0              | 67,5              | 67,5                | 72,5                | 72,5                | 95,0                | 95.0                | 100,0               |
| 14      | Cemal Erçman      | Turchia        | 345,0  | 50,0               | 55,0               | 57,5               | 55,0               | 60,0               | 65,0               | 75,0              | 80,0              | 82,5              | 65,0                | 70,0                | 70,0                | 90,0                | 90.0                | 95,0                |
| 15      | Sante Scarcia     | Italia         | 342,5  | 55,0               | 60,0               | 60,0               | 60,0               | 65,0               | 70,0               | 65,0              | 70,0              | 72,5              | 62,5                | 67,5                | 67,5                | 80,0                | 85.0                | 90,0                |
| 16      | Augustus Cummins  | Gran Bretagna  | 337,5  | 50,0               | 55,0               | 57,5               | 60,0               | 65,0               | 67,5               | 62,5              | 62,5              | 67,5              | 62,5                | 67,5                | 70,0                | 82,5                | 87.5                | 90,0                |
| 17      | Thomas Taylor     | Gran Bretagna  | 317,5  | 50,0               | 50,0               | 50,0               | 55,0               | 60,0               | 60,0               | 57,5              | 57,5              | 57,5              | 65,0                | 70,0                | 70,0                | 85,0                | 90.0                | 92,5                |
| 18      | Franz Andrysek    | Austria        | 275,0  | 55,0               | 60,0               | -                  | 70,0               | 75,0               | 80,0               | 62,5              | 67,5              | 70,0              | 72,5                | 77,5                | 77,5                | 100,0               | 100.0               | 100,0               |
| 18      | Giuseppe Conca    | Italia         | 275,0  | 55,0               | 55,0               | -                  | 45,0               | 50,0               | 55,0               | 70,0              | 75,0              | 80,0              | 55,0                | 65,0                | 70,0                | 80,0                | 85.0                | 85,0                |
| -       | António Pereira   | Portogallo     | DNF    | 55,0               | 60,0               | 60,0               | 60,0               | 65,0               | 70,0               | 60,0              | 60,0              | 65,0              | -                   | -                   | -                   | -                   | -                   | -                   |
| -       | Sigfrid Hylander  | Svezia         | DNF    | 50,0               | 55,0               | -                  | 55,0               | 70,0               | 70,0               | 70,0              | 0                 | 60,0              | -                   | -                   | 60,0                | -                   | -                   | -                   |